# Aria (manga)
Aria (アリア?, Aria) è un manga scritto e disegnato da Kozue Amano, edito in Giappone dalla casa editrice Mag Garden e in Italia dalla Star Comics. A maggio 2007, la pubblicazione italiana è stata interrotta all'ottavo volume in attesa dell'uscita dei nuovi in Giappone: il dodicesimo e ultimo volume di Aria è infatti stato pubblicato in madre patria il 10 marzo 2008. In Italia i rimanenti quattro volumi sono stati in seguito accorpati in due maxivolumi pubblicati rispettivamente ad ottobre e dicembre 2009.
La serie è nata con il titolo Aqua (アクア?, Akua) e i primi due volumi sono stati pubblicati dalla Enix; al cambio di editore, la serie è diventata Aria. Aqua funge da antefatto ed è raccolto in due volumi, anch'essi pubblicati dalla Star Comics a dicembre 2006 e gennaio 2007 dopo il lancio della serie principale: essi trattano dell'arrivo di Akari su Aqua, del tirocinio all'Aria Company e del passaggio all'apprendistato, dell'incontro con Aika e del primo cliente, Akatsuki. Nel 2016 Aqua e Aria sono state raccolte in una versione speciale da sette volumi intitolata Aria - The Masterpiece, distribuita in italiano da Star Comics dal 18 ottobre 2023.
Dal manga sono state tratte tre stagioni anime dirette da Jun'ichi Satō: Aria - The Animation (13 episodi), Aria - The Natural (26 episodi) e Aria - The Origination (14 episodi), più l'OAV Aria The OVA ~Arietta~, pubblicato prima dell'inizio della terza stagione. I diritti per la distribuzione in Italia delle serie animate e dell'OAV sono stati acquisiti dalla Yamato Video con un'anteprima della prima serie sul canale satellitare RaiSat Smash Girls, per poi approdare su Rai Gulp, Rai 4 e Man-ga. Nel 2015, in occasione del decimo anniversario della messa in onda della serie, è stato realizzato l'anime Aria - The Avvenire, i cui tre episodi sono stati raccolti uno per ciascun cofanetto Blu-ray delle precedenti stagioni dell'anime. Kozue Amano ha inoltre disegnato un capitolo speciale del manga intitolato AQUARIA. Un film animato, intitolato Aria - The Crepuscolo, è stato distribuito il 5 marzo 2021 per celebrare il quindicesimo anniversario della serie (inizialmente programmato per uscire nell'inverno del 2020 ma poi rimandato per il COVID-19). Un secondo lungometraggio animato, intitolato Aria - The Benedizione, è uscito il 3 dicembre 2021.

## Trama
(Aria - The Natural, episodio 26)
Anno terrestre 2301: sono ormai passati 150 anni da quando Marte è stato terraformato. Al pianeta è stato dato il nuovo nome di Aqua a causa dello scioglimento della quasi totalità dei suoi ghiacci, cosa che gli ha anche portato il soprannome di "pianeta dell'acqua", mentre alla Terra è stato dato il nuovo nome di Man-Home.
Akari Mizunashi è una giovane terrestre che si trasferisce su Aqua per imparare il mestiere di Undine, le gondoliere che fanno da guida turistica a Neo Venezia, riproduzione dell'antica Venezia terrestre ormai completamente sommersa. Nella "città sull'acqua", che non presenta ancora le innovazioni tecnologiche ormai parte della quotidianità sul pianeta madre, s'intrecciano le vicende di Akari, diventata apprendista all'Aria Company, e delle persone che incontra nel suo cammino verso il professionismo.

## Ambientazione
Il manga e l'anime sono ambientati a Neo Venezia, città immaginaria del pianeta Aqua (il nuovo nome di Marte), ricostruzione della Serenissima terrestre sommersa dalle acque. La città è stata riprodotta anche nei più piccoli particolari e ha gli stessi elementi urbani della città veneta, alcuni dei quali sono gli originali salvati da Venezia ormai sommersa e trasportati su Aqua. Alcuni luoghi presenti sono la stazione di Santa Lucia, il Ponte dei Sospiri, lo spazioporto interplanetario Marco Polo, ospitato nella replica di palazzo Ducale, l'isola di San Michele, il Canal Grande, Palazzo Contarini del Bovolo, la piazza e la basilica di San Marco, la zona delle Zattere e la Giudecca.
La sede dell'Aria Company corrisponde a una fermata del vaporetto, mentre quella della società Himeya è ubicata nell'Hotel Danieli vicino a Piazza San Marco.

## Terminologia
Undine (水先案内人?, Undīne)
Con questo nome si designano le donne che fanno da guide turistiche, guidando una gondola, nella città di Neo Venezia. Rappresentano le Ondine della mitologia norrena. Il loro elemento è l'acqua. Le Undine sono suddivise in tre categorie in base alla loro bravura, indicata dai guanti che portano, perché, più si diventa esperte, meno calli vengono alle dita.
- Pair (ペア?, Pea): le Undine con due guanti, sono le gondoliere al primo livello che praticano il tirocinio. Usano una gondola nera e non possono trasportare turisti e farsi pagare se non è presente un'istruttrice. Per passare al livello successivo, si sostiene un esame a sorpresa.
- Single (シングル?, Shinguru): le Undine con un solo guanto, sono le gondoliere al secondo livello che praticano l'apprendistato. Come le Pair, usano una gondola nera e non possono trasportare turisti e farsi pagare senza un'istruttrice. Le Single possono inoltre lavorare a coppie al traghetto.
- Prima (プリマ?, Purima): le Undine che remano a mani nude, sono le gondoliere professioniste al terzo livello. Insegnano alle Undine di grado inferiore e usano una gondola bianca.

Salamander (火炎之番人?, Saramandā)
Con questo nome si designano le persone che lavorano sulle isole galleggianti e che si occupano del servizio antincendio e del controllo del clima di Aqua. Rappresentano la Salamandra della mitologia europea. Il loro elemento è il fuoco.
Gnome (地重管理人?, Nōmu)
Con questo nome si designano le persone che lavorano e vivono sottoterra e che si occupano di mantenere la gravità di Aqua pari a quella terrestre. Rappresentano lo Gnomo. Il loro elemento è la terra.
Silph (風追配達人?, Shirufu)
Con questo nome si designano le persone che fanno i corrieri volanti. I Sylph viaggiano sulle air-bike, delle moto volanti. Rappresentano la Silfide della mitologia europea. Il loro elemento è l'aria.
Tre grandi fate dell'Acqua
Sono le tre Prima Undine più brave di Neo Venezia, ovvero Alicia, Akira e Athena.
Aria Company
Piccola compagnia di Undine di cui fanno parte Alicia e Akari, è stata fondata dalla Grand Mother. I simboli sulla divisa sono di colore blu. È diretta dal Direttore Aria, un gatto: tutte le compagnie di Undine hanno come direttore un gatto dagli occhi acquamarina perché questo colore racchiude l'energia dell'oceano ed è un portafortuna per i naviganti.
Himeya
Compagnia di Undine della quale fanno parte Aika e Akira, è stata fondata da più di cento anni. I simboli sulla divisa sono rossi. Appartiene alla famiglia di Aika ed è diretta dalla Direttrice Hime.
Orange Planet
La più grande compagnia di Undine della quale fanno parte Alice e Athena, è stata fondata da dieci anni ed è salita in vetta alla classifica delle compagnie di Undine fino a raggiungere l'Himeya. I simboli sulla divisa sono di colore giallo ed è diretta dal Direttore Mah.

## Media

### Anime
Dal manga di Aria è stato tratto un anime in tre stagioni: Aria - The Animation, Aria - The Natural e Aria - The Origination.

#### Aria - The Animation
Trasmessa in Giappone nel 2005 e in Italia acquistata dalla Yamato Video, è stata trasmessa dal maggio 2009 su RaiSat Smash Girls, su Rai 4 e su Man-ga. La versione italiana è stata poi pubblicata anche per lo streaming su internet sul canale di YouTube Yamato Animation dal 31 gennaio 2014.
La storia segue a grandi linee quella del manga. L'arrivo e le prime esperienze di Akari su Aqua vengono vissute sotto forma di flashback. Alcuni episodi sono ispirati a capitoli del manga, mentre altri sono stati appositamente elaborati per l'anime. Nella serie tv, inoltre, sono stati aggiunti dei nuovi personaggi non presenti nel manga originale.
La sigla di apertura è Undine (ウンディーネ?, Undīne), cantata da Yui Makino: i testi sono ad opera di Eri Kawai e l'arrangiamento è a cura di Mina Kubota. La sigla di chiusura invece è Rainbow, cantata da Nino: i testi sono ad opera di Katsutoshi Kitagawa e l'arrangiamento è a cura di ROUND TABLE e Yasushi Sakurai.

#### Aria - The Natural
Trasmessa in Giappone nel 2006, la trama si riallaccia a quella della prima stagione. La connessione fra le due viene ulteriormente approfondita nel CD Drama allegato ad Aria - The Animation Perfect Guide.
La sigla di apertura è Euforia (ユーフォリア?, Yūforia) di Yui Makino, mentre le sigle di chiusura sono Natsumachi (夏待ち?) di ROUND TABLE e Nino, e Smile Again cantata da Erino Hazuki.

#### Aria - The Origination
Terminata in Giappone il 31 marzo 2008, la storia continua il percorso iniziato nell'OAV ARIA The OVA ~Arietta~, che cerca di riprendere le atmosfere del manga più di quanto non abbiano fatto le precedenti stagioni.
La sigla di apertura è Spirale (スピラーレ?, Supirāre) di Yui Makino, mentre quella di chiusura è Kin no nami, sen no nami (金の波 千の波? lett. "Onda d'oro, mille onde") cantata da Akino Arai.

### Drama-CD
| N° | Titolo CD                              | Data uscita      |
| -- | -------------------------------------- | ---------------- |
| 1  | ARIA The ANIMATION Drama CD I BLUE     | 25 novembre 2005 |
| 2  | ARIA The ANIMATION Drama CD II RED     | 22 dicembre 2005 |
| 3  | ARIA The ANIMATION Drama CD III ORANGE | 25 gennaio 2006  |
| 4  | ARIA The NATURAL Drama CD I            | 23 giugno 2006   |
| 5  | ARIA The NATURAL Drama CD II           | 21 luglio 2006   |
| 6  | ARIA The ORIGINATION Drama CD I        | 21 marzo 2008    |
| 7  | ARIA The ORIGINATION Drama CD II       | 23 aprile 2008   |
| 8  | ARIA The ORIGINATION Drama CD III      | 21 maggio 2008   |

### Colonna sonora
| N° | Titolo CD                                                  | Data uscita       |
| -- | ---------------------------------------------------------- | ----------------- |
| 1  | Aria the Animation Original Soundtrack                     | 23 novembre 2005  |
| 2  | Aria the Natural Original Soundtrack: Due                  | 24 maggio 2006    |
| 3  | Aria Piano Collection: Stagione                            | 2 agosto 2006     |
| 4  | Aria The Natural Vocal Song Collection                     | 6 settembre 2006  |
| 5  | Aria the Natural: Tooi Yume no Mirage OP & ED Single       | 6 ottobre 2006    |
| 6  | Aria the OVA: Arietta OP & ED Single                       | 21 settembre 2007 |
| 7  | Aria the Origination Original Soundtrack: Tre              | 20 febbraio 2008  |
| 8  | Aria the Origination Piano Collection II: Di Partenza      | 26 marzo 2008     |
| 9  | Aria the Origination: Aoi Hoshi no Il Cielo OP & ED Single | 25 luglio 2008    |
| 10 | Himawari                                                   | 24 dicembre 2008  |
| 11 | Aria the Box                                               | 23 settembre 2009 |

### Guidebook
Sono state pubblicate quattro guidebook di Aria. La prima, Aria Navigation Guide, pubblicata il 29 ottobre 2005 si focalizza sul manga. Contiene le schede dei personaggi e un riassunto della serie capitolo per capitolo, dall'inizio di Aqua fino al volume 7 di Aria.
Le altre tre coprono le serie dell'anime, con i riassunti degli episodi, le schede dei personaggi principali e secondari e materiali relativi alla produzione dell'anime. Ogni guida contiene un capitolo bonus del manga e un drama CD. Aria the Animation Perfect Guide Book è stata pubblicata il 29 marzo 2006; Aria the Natural Perfect Guide Book è stata pubblicata il 22 dicembre 2006; Aria the Origination Perfect Guide Book è stata pubblicata il 30 luglio 2008.

### Videogiochi
La Alchemist ha prodotto due visual novel per PlayStation 2 basate su Aria. Entrambe sono state pubblicate in edizione standard ed in versione speciale nello stesso giorno.
La prima è intitolata Aria the Natural: Tooi Yume no Mirage (ARIA The NATURAL ～遠い記憶のミラージュ～ アルケベスト? lett. "Miraggio di un sogno distante") ed è stata pubblicata solo in Giappone il 28 settembre 2006, sia in edizione regolare che limitata. È stato successivamente ripubblicato il 6 marzo 2008 come parte della linea di titoli Alchemist Best Collection.
La seconda, intitolata Aria: The Origination ~Aoi Hoshi no El Cielo~ (ARIA The ORIGINATION ～蒼い惑星のエルシエロ～ アルケベスト?, Aria: The Origination ~Aoi Hoshi no El Cielo, lett. "Il cielo sopra il pianeta azzurro"), è stata pubblicata per il solo Giappone il 26 giugno 2008 sia in edizione regolare che in edizione limitata, per poi esser successivamente ripubblicato il 6 agosto 2009 come parte della linea di titoli Alchemist Best Collection. Durante la sua prima settimana di uscita nei negozi, si è classificato al trentesimo posto della classifica stilata dalla rivista Famitsū dei giochi più venduti della settimana, con 7 221 copie vendute.

### Film

#### Aria - The Crepuscolo
Un lungometraggio animato uscito nel 5 marzo 2021 per celebrare il quindicesimo anniversario della serie.
Aria - The Benedizione
Un nuovo film animato è uscito il 3 dicembre 2021.

## Accoglienza
Nel sondaggio Manga Sōsenkyo 2021 indetto da TV Asahi, 150 000 persone hanno votato la loro top 100 delle serie manga e Aria si è classificata al 90º posto.